# Prunus brasiliensis
Prunus brasiliensis är en rosväxtart som beskrevs av Adelbert von Chamisso, Amp; Schltdl. och Spreng.. Prunus brasiliensis ingår i släktet prunusar, och familjen rosväxter. Inga underarter finns listade i Catalogue of Life.